# هفتاد و چهارمین جوایز امی ساعات پربیننده
هفتاد و چهارمین جوایز ساعات پربیننده «پرایم تایم» اِمی بهترین برنامه‌های تلویزیونی پربیننده ایالات متحده آمریکا را که از ۱ ژوئن ۲۰۲۱ تا ۳۱ مه ۲۰۲۲ پخش شدند، از سوی آکادمی علوم و هنرهای تلویزیون (اختصاری ATAS) انتخاب کرد. مراسم اهدای جوایز به صورت زنده در ۱۲ سپتامبر ۲۰۲۲ پخش شد و پیش از آن هفتاد و چهارمین جوایز هنرهای خلاق امی پرایم تایم در ۳ و ۴ سپتامبر در تئاتر مایکروسافت واقع در داون‌تاون لس آنجلس، کالیفرنیا برگزار شد. این مراسم در ایالات متحده از طریق شبکهٔ ان‌بی‌سی و سرویس پیکاک پخش شد. در این مراسم، جوایز امی ساعات پربیننده در ۲۵ بخش اهدا شد. این رویداد از طریق دان اند باستد و هادلین انترتینتمنت تهیه شد و توسط همیش همیلتون کارگردانی شد. کینن تامسون مجری مراسم بود.
در مراسم اصلی، مجموعه تلویزیونیِ نیلوفر سفید با پنج جایزه، از جمله مجموعه تلویزیونی کوتاه یا آنتولوژی برجسته، بیشترین جوایز را دریافت کرد. تد لاسو برندهٔ چهار جایزه شد، از جمله دومین جایزه متوالی آن برای یک سریال کمدی برجسته، در حالی که مدرسه ابتدایی ابوت دو جایزه و هک برنده یک جایزه شد. جانشینی با دریافت سه جایزه، از جمله دومین بُرد سریال درام برجسته، پیشتاز تمام آثار درام بود. بازی مرکب دو جایزه دریافت کرد و سرخوشی و اوزارک هر کدام یک جایزه دریافت کردند. دیگر برنامه‌های برنده عبارتند از دوپسیک، دراپ‌اوت، جراد کارمایکل: روتانیل، هفته پیش امشب با جان اولیور، مراقب دختران بزرگ باشید از لیزو، و پخش زنده شنبه شب. با شمول جوایز هنرهای خلاق اِمی، نیلوفر سفید با ۱۰ جایزه پیشتاز تمام برنامه‌های این جشنواره بود. اچ‌بی‌او و اچ‌بی‌او مکس با ۳۸ برد در تمام شبکه‌ها و پلتفرم‌ها رهبری کردند.

## برنده‌ها و نامزدها

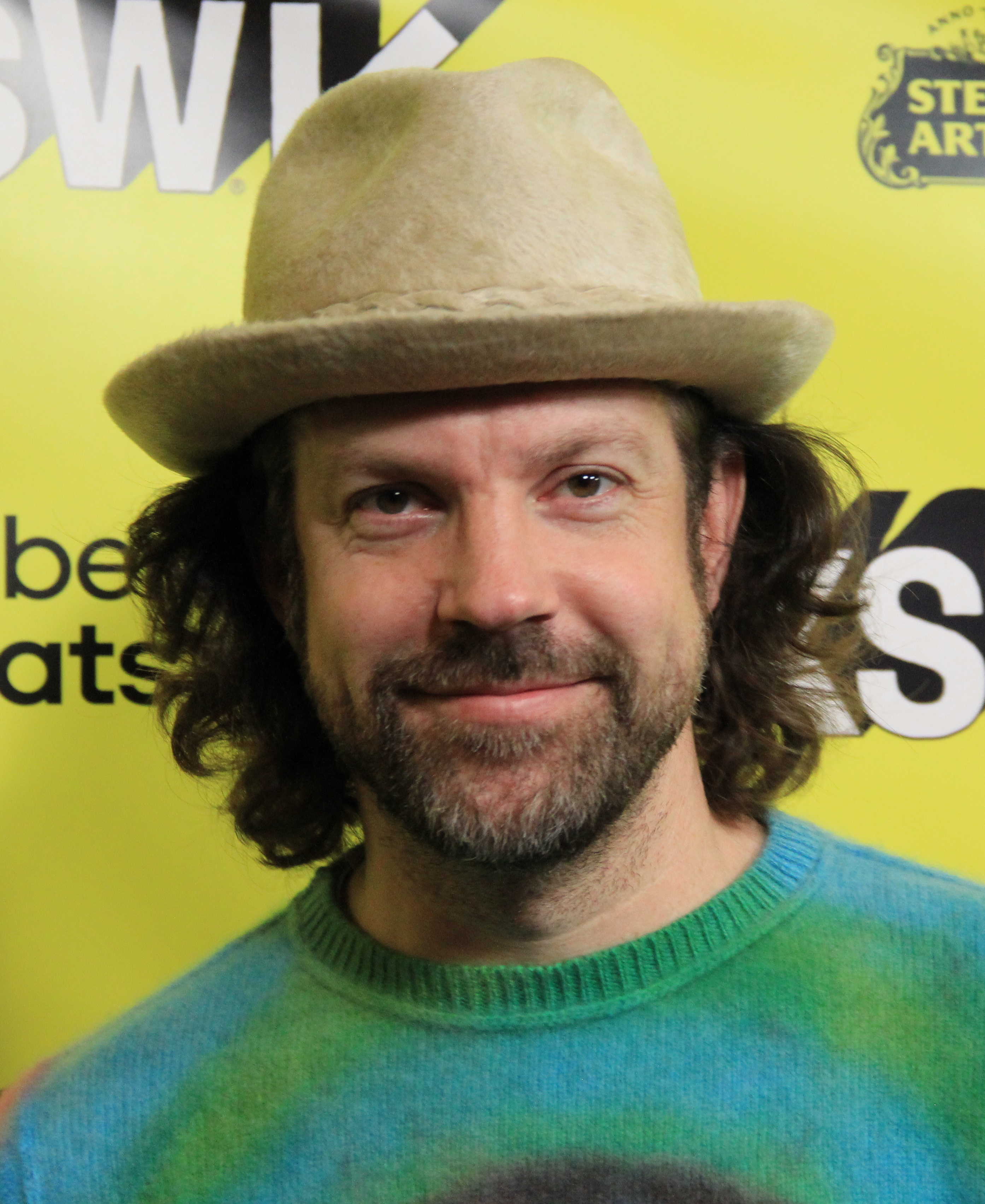
جیسون سودیکیس، برنده بهترین بازیگر نقش اول مرد در یک سریال کمدی

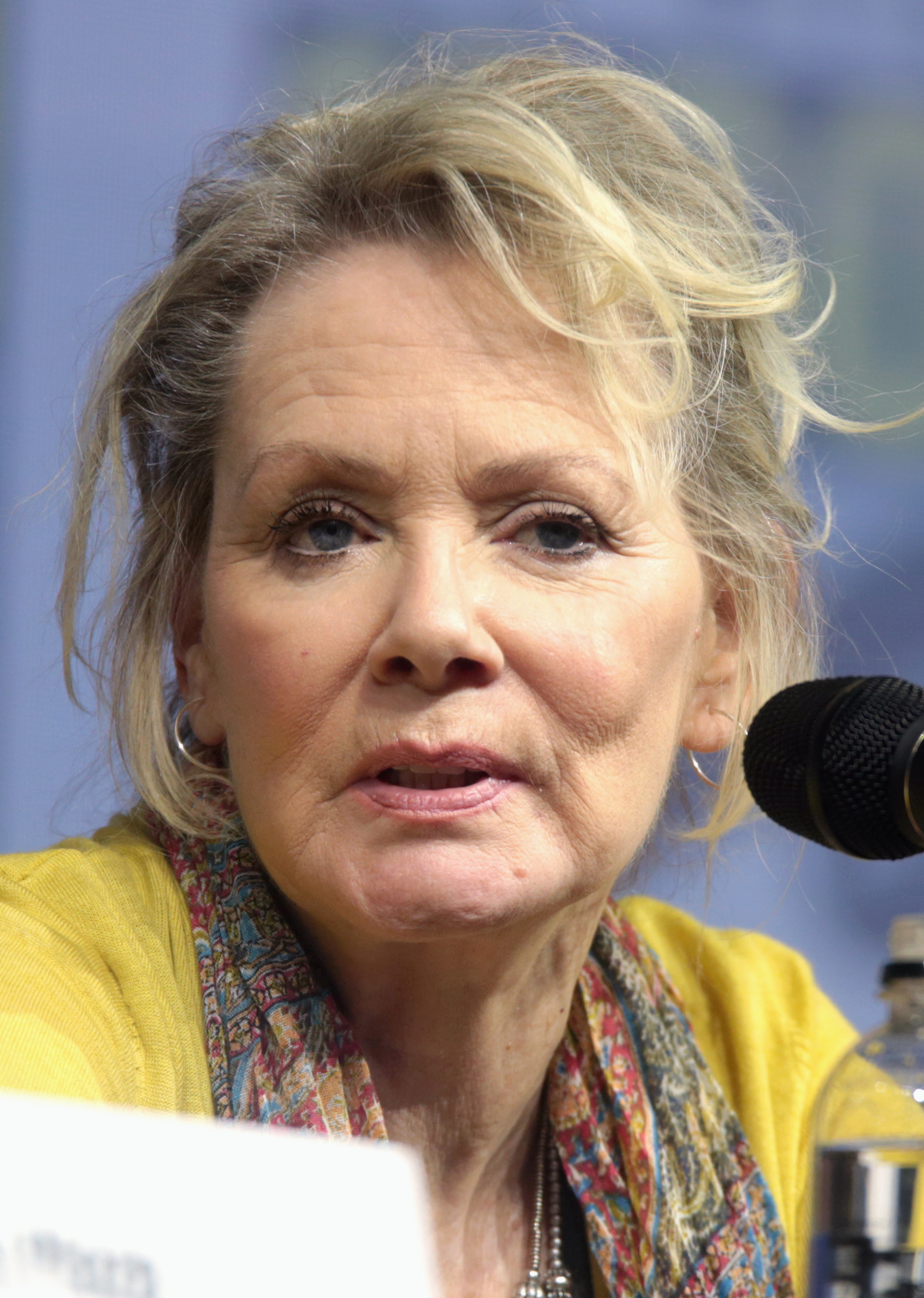
جین اسمارت، برنده بهترین بازیگر نقش اول زن در یک سریال کمدی

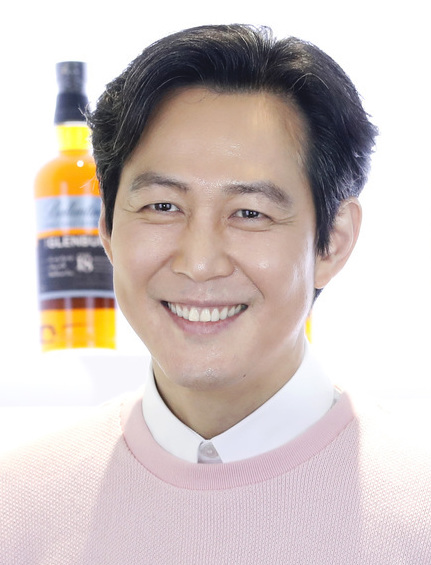
لی جونگ-جه، برنده بهترین بازیگر نقش اول در سریال درام

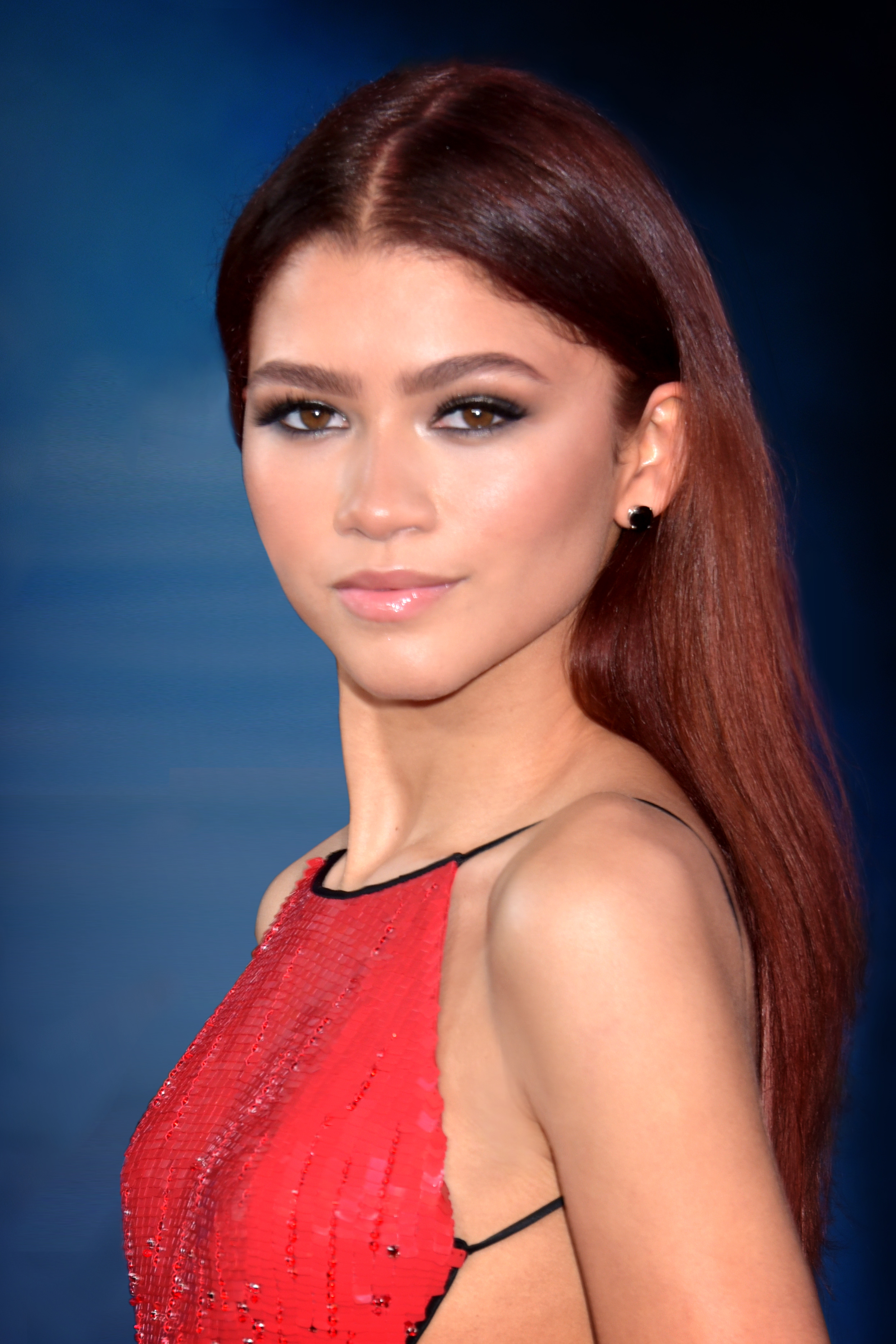
زندایا، برنده بهترین بازیگر نقش اول زن در سریال درام

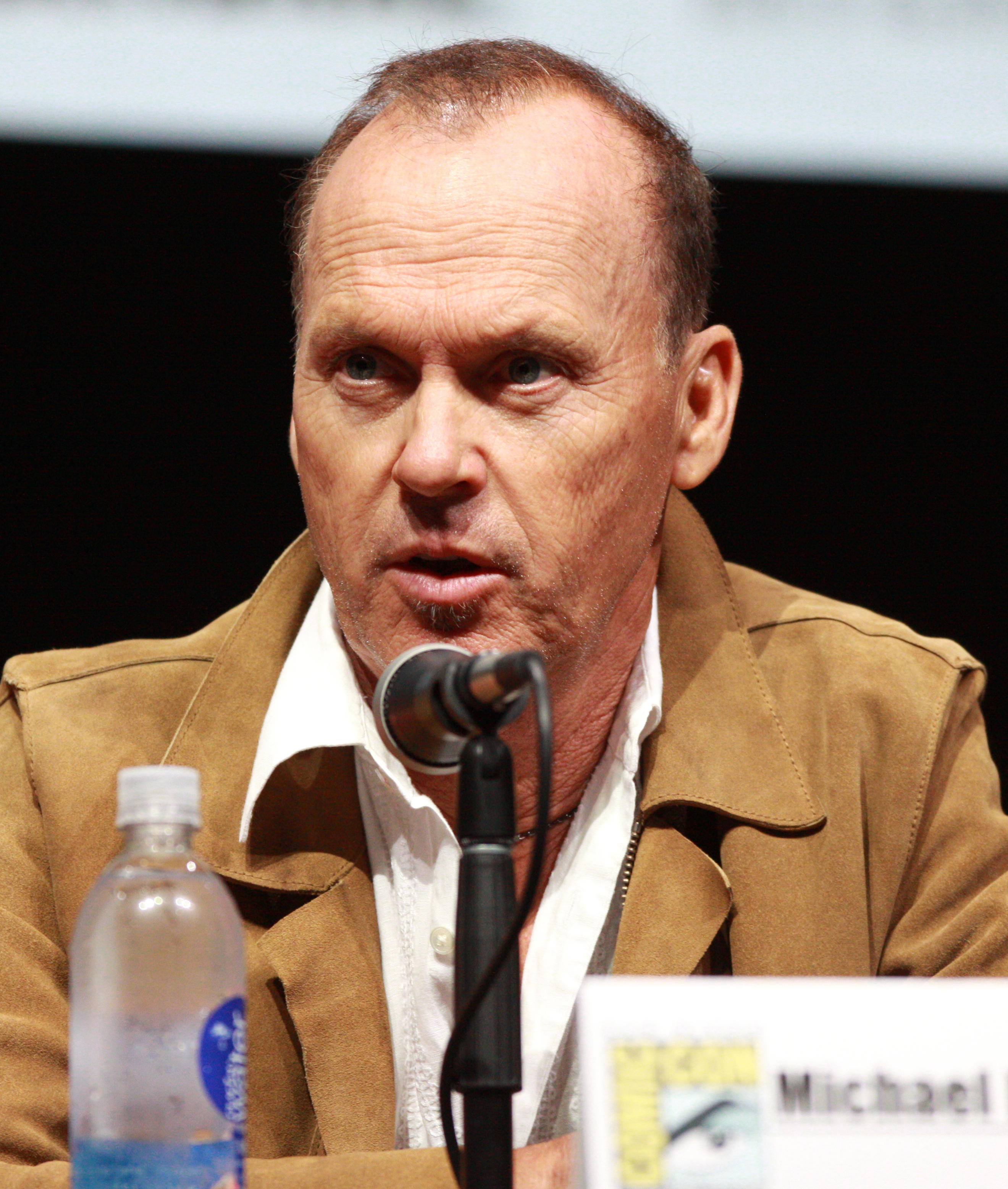
مایکل کیتون، برنده بهترین بازیگر نقش اول در سریال یا فیلم محدود یا آنتولوژی

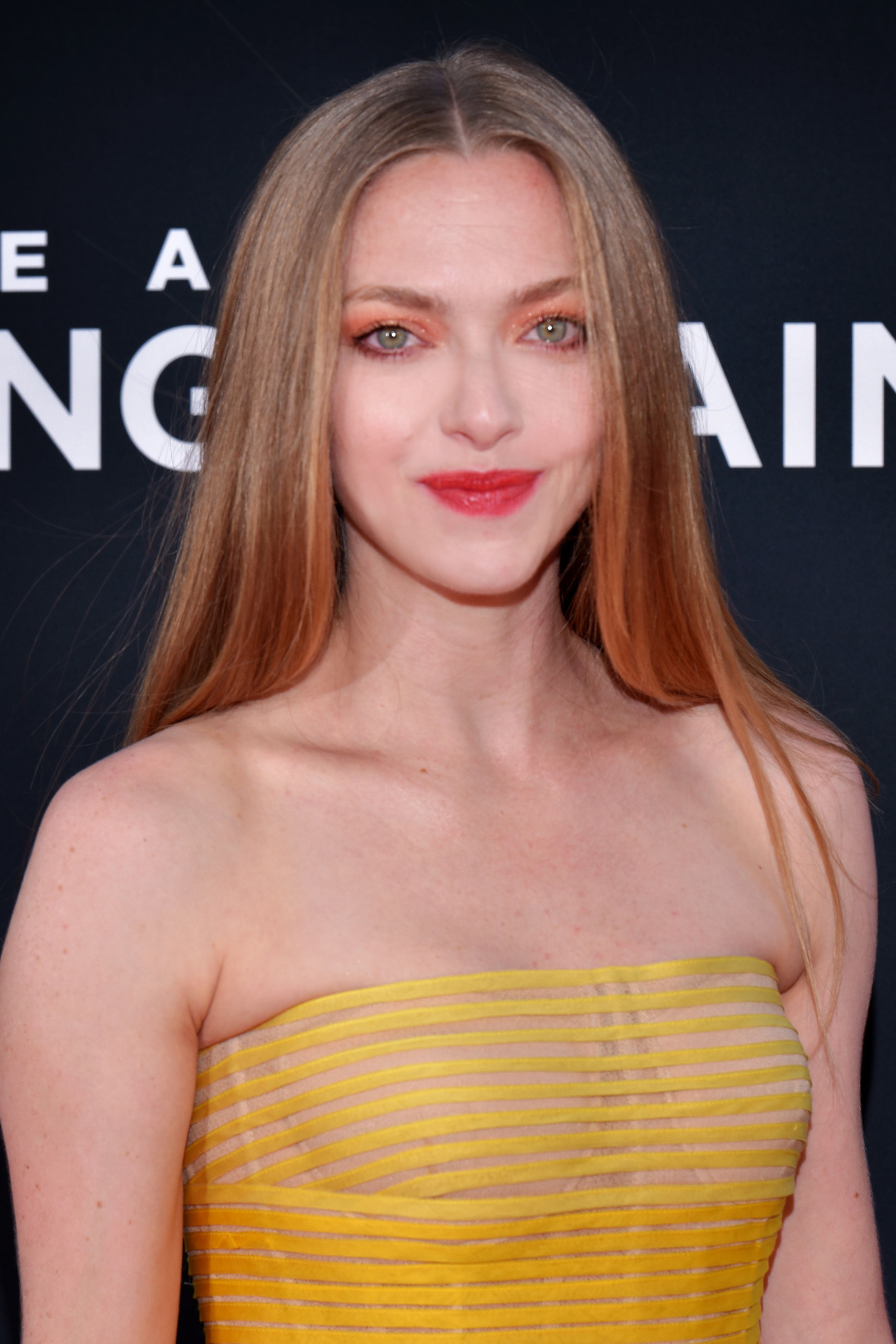
آماندا سایفرد، برنده بازیگر نقش اول زن در سریال یا فیلم محدود یا آنتولوژی

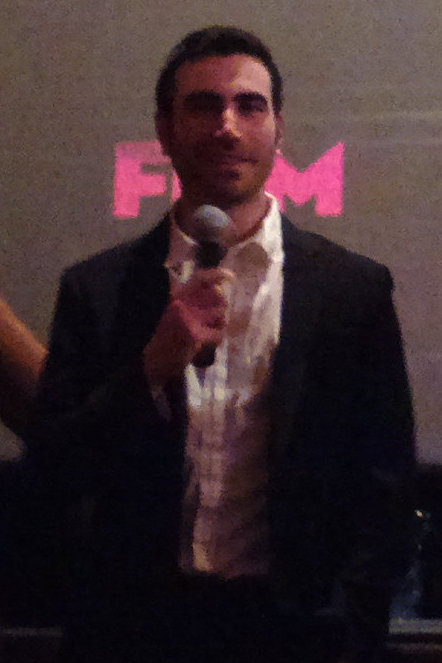
برت گلدشتاین، برنده بهترین بازیگر نقش مکمل مرد در یک سریال کمدی

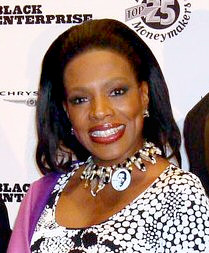
شریل لی رالف، برنده بهترین بازیگر نقش مکمل زن در یک سریال کمدی

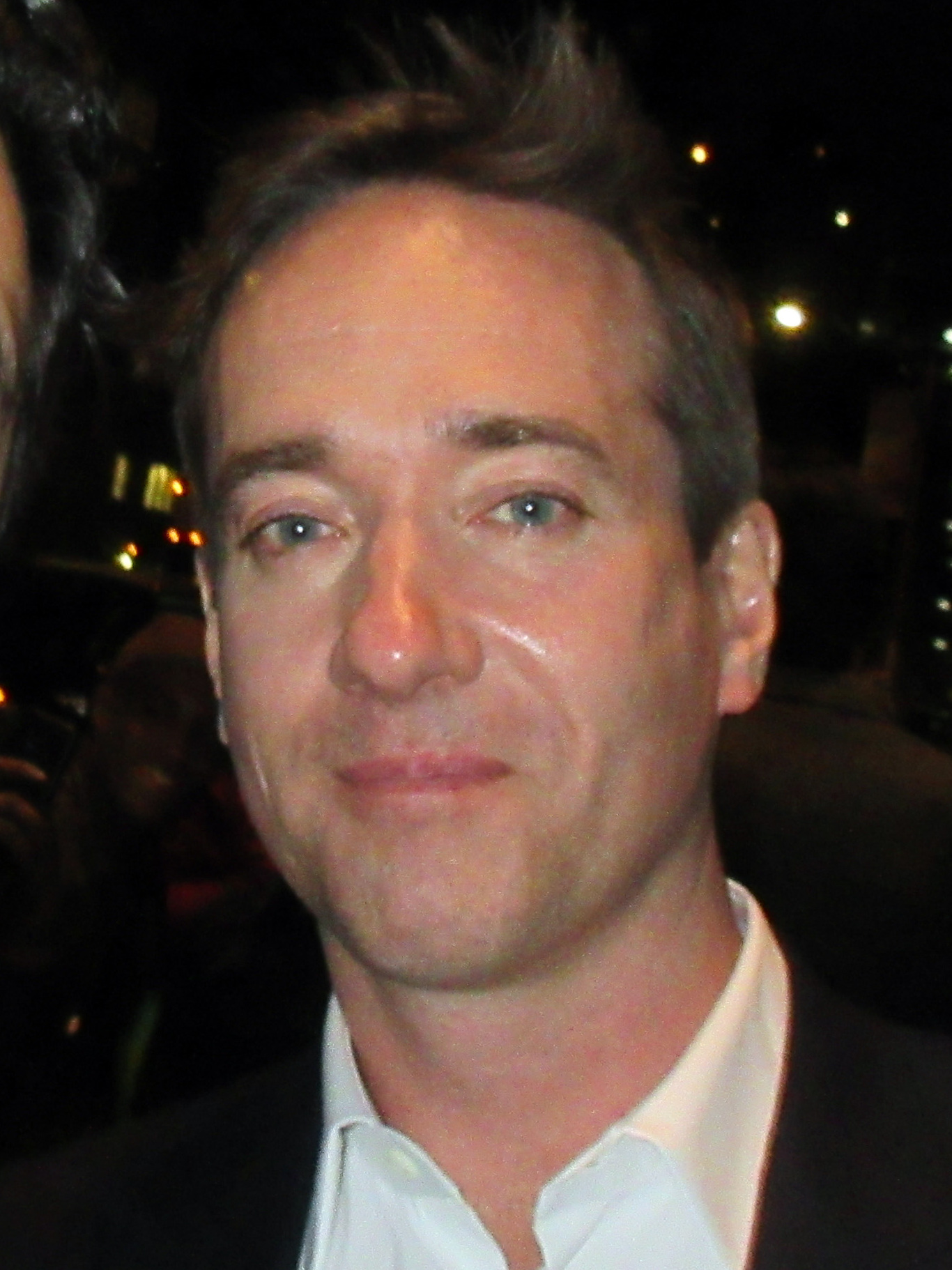
متیو مک‌فادین، برنده بهترین بازیگر نقش مکمل مرد در سریال درام

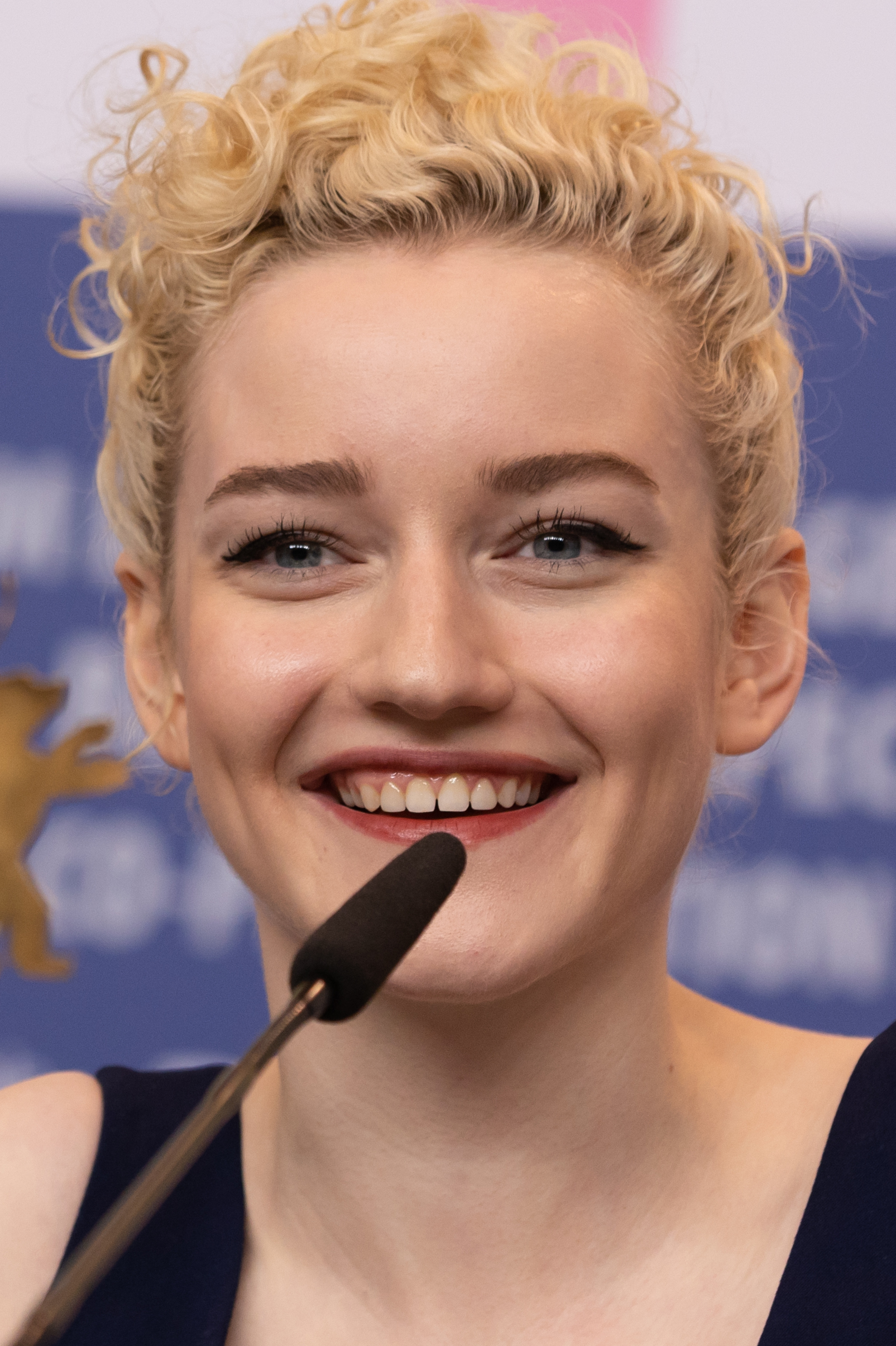
جولیا گارنر، برنده بهترین بازیگر نقش مکمل زن در سریال درام

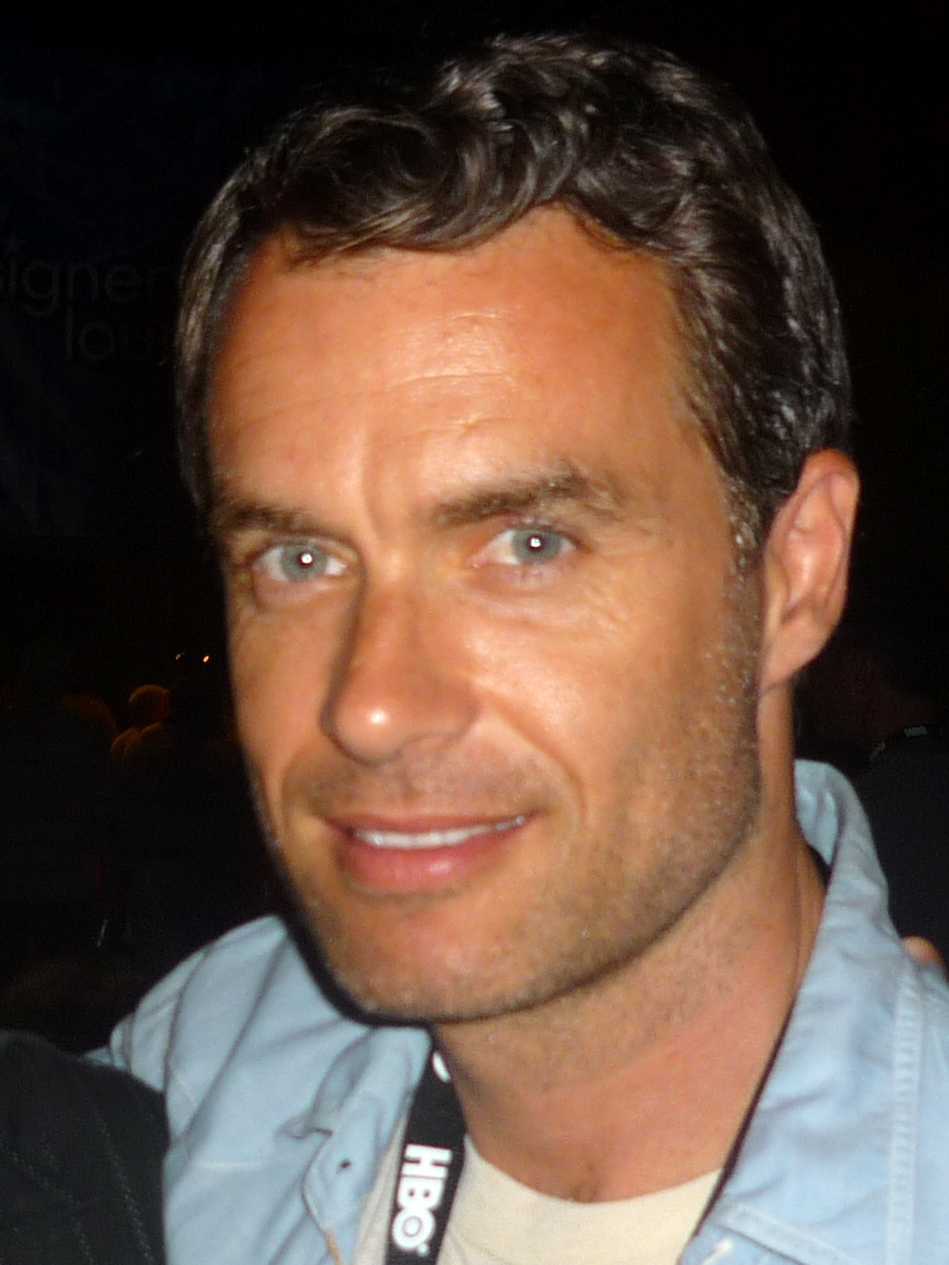
ماری بارتلت، برنده بهترین بازیگر نقش مکمل در سریال یا فیلم محدود یا آنتولوژی

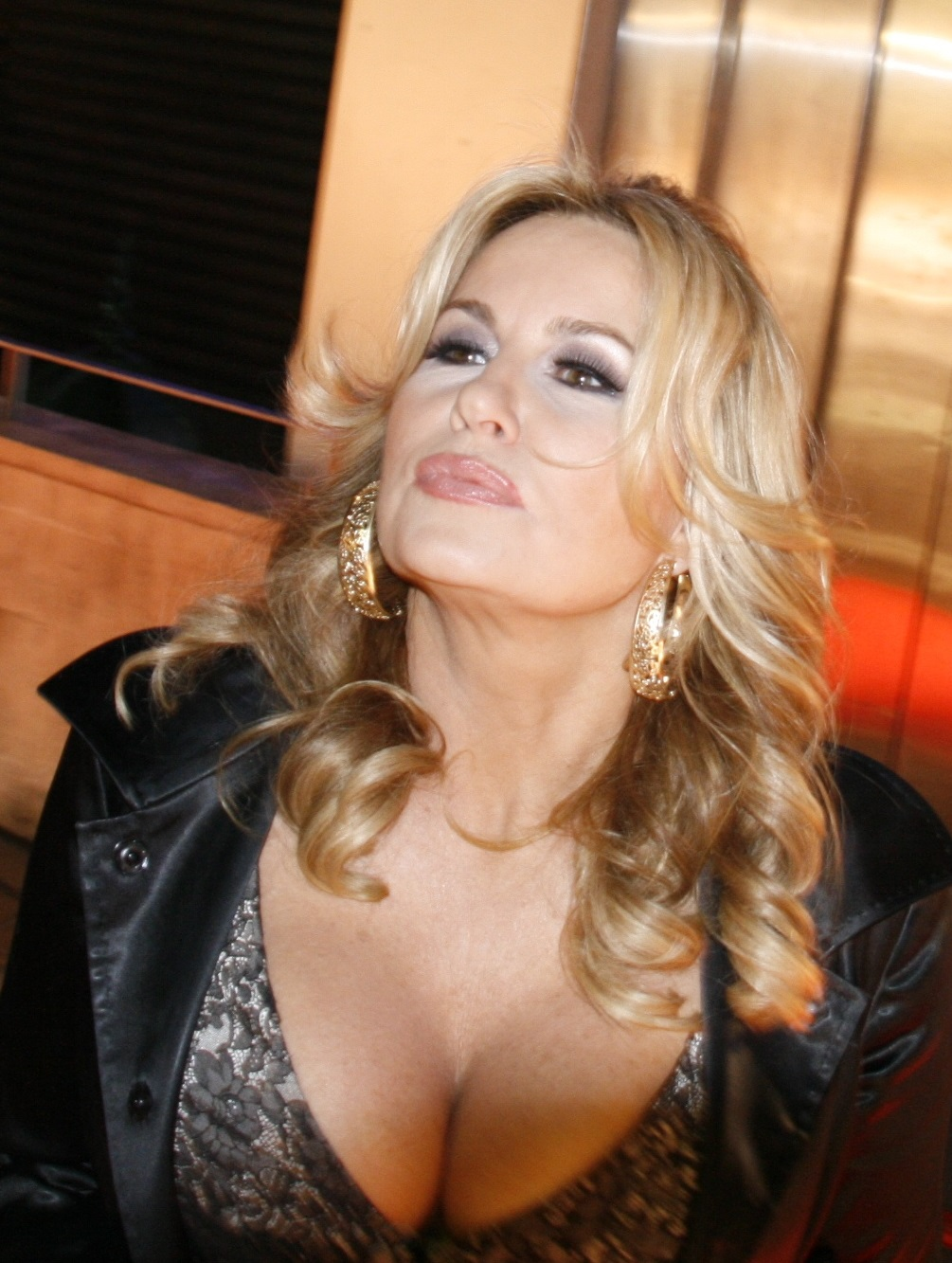
جنیفر کولیج، برنده بهترین بازیگر نقش مکمل زن در سریال یا فیلم محدود یا آنتولوژی

نامزدهای هفتاد و چهارمین دوره جوایز پرایم تایم اِمی در ۱۲ ژوئیه ۲۰۲۲ توسط جی. بی اسموو و ملیسا فومرو در کنار فرانک شرما، مدیرعامل آکادمی تلویزیون اعلام شد. با شمول نامزدهای هفتاد و چهارمین جوایز هنرهای خلاق امی پرایم تایم، جانشینی با ۲۵ نامزدی پیشتاز تمام برنامه‌ها بود و پس از آن تد لاسو و نیلوفر سفید هر کدام با ۲۰ نامزدی در صدر قرار گرفتند. اچ‌بی‌او و اچ‌بی‌او مکس بیش از هر شبکه/پلتفرم دیگری، برای ۱۴۰ نامزدی ترکیب شدند. ۱۰۸ نامزدیِ اچ‌بی‌او از رتبه دوم نتفلیکس با ۱۰۵ مورد پیشی گرفت. جانشینی ۱۴ نامزدی برای بازیگری به دست آورد که از رکورد ۱۲ سریال درام پیشین توسط بال غربی و رکورد کلی ۱۳ مجموعه توسط ریشه‌ها و دارا و ندار پیشی گرفت. بازی مرکب نخستین برنامه غیرانگلیسی‌زبانی بود که نامزد سریال درام برجسته شد. کوئینتا برانسون اولین زن سیاهپوستی بود که در یک سال برای مدرسه ابتدایی ابوت سه نامزدی برای سریال کمدی را کسب کرد. بی‌ای‌تی، از طریق سرویس پخش خود، نخستین نامزدی سریال اصلی فیلمنامه خود را با نمایش خانم پت به دست آورد.
برندگان در ۱۲ سپتامبر و پس از جوایز هنرهای خلاق امی پرایم تایم در ۳ و ۴ سپتامبر اعلام شدند. اچ‌بی‌او و اچ‌بی‌او مکس با ۳۸ برد در بین تمام شبکه‌ها و پلتفرم‌ها پیشتازی کردند و پس از عقب‌افتادن از نتفلیکس در سال قبل، رتبه نخست را به دست آوردند. نتفلیکس در مراسم قبلی ۴۴ برد داشت، اما در این سال فقط ۲۶ مورد برد. نیلوفر سفید با پنج بُردِ مهم در بین تمام برنامه‌ها رهبری کرد، در حالی که جانشینی و تد لاسو هر کدام دومین جایزه کلیِ سری خود را به دست آوردند. اولی همچنین در بین تمام برنامه‌ها رهبری کرد که شامل جوایز هنرهای خلاق امی با ۱۰ جایزه بود. لی جونگ-جه و هوانگ دونگ-هیوک برای کارشان در بازی مرکب نخستین افراد آسیایی بودند که به ترتیب برنده جایزه بهترین بازیگر نقش اول مرد در مجموعه تلویزیونی درام و کارگردانی برجسته برای یک سریال درام شدند. زندایا در سن ۲۶ سالگی، برای بازی در سرخوشی، جوان‌ترین برنده دو بار بازیگری و نخستین زن سیاه‌پوستی شد که دو بار برنده جایزه بهترین بازیگر نقش اول زن در مجموعه تلویزیونی درام شد، در حالی که شریل لی رالف دومین بازیگر سیاه‌پوستی شد که پس از پیروزی جکی هری ۳۵ سال پیش برندهٔ جایزه بهترین بازیگر مکمل زن در مجموعه تلویزیونی کمدی برای بازی در مدرسه ابتدایی ابوت شد. برانسون خالق مدرسه ابتدایی ابوت نیز دومین زن سیاهپوستی شد که پس از پیروزی لنا وایت برای استاد هیچ در سال ۲۰۱۷، برندهٔ جایزه نویسندگی برجسته مجموعه کمدی شد.
برندگان در ابتدا فهرست شده، با خط پُررنگ مشخص شده‌اند و با خنجر دوتایی (‡) برجسته شده‌اند. به‌منظور سادگیِ فهرست، تهیه‌کنندگانی که نامزد جوایز بودند از این فهرست حذف شده‌اند.

### برنامه‌ها
| سریال کمدی برجسته - تد لاسو (اپل تی‌وی پلاس) - مدرسه ابتدایی ابوت (ای‌بی‌سی) - بری (اچ‌بی‌او) - زیاد ذوق‌زده نشو (اچ‌بی‌او) - هک (اچ‌بی‌او مکس) - خانم میزل شگفت‌انگیز (آمازون پرایم ویدئو) - فقط قتل‌های داخل ساختمان (هولو) - آنچه در سایه انجام می‌دهیم (اف‌ایکس) | سریال درام برجسته - جانشینی (اچ‌بی‌او) - بهتره با سال تماس بگیری (ای‌ام‌سی) - سرخوشی (اچ‌بی‌او) - اوزارک (نتفلیکس) - جداسازی (اپل تی‌وی پلاس) - بازی مرکب (نتفلیکس) - چیزهای عجیب (نتفلیکس) - ژاکت‌زردها (شوتایم) |
| مجموعه تلویزیونی کوتاه برجسته - نیلوفر سفید (اچ‌بی‌او) - دوپسیک (هولو) - دراپ‌اوت (هولو) - جعل آنا (نتفلیکس) - پم و تامی (هولو) | برنامه رقابتی برجسته - مراقب دختران بزرگ باشید از لیزو (پرایم ویدئو) - مسابقه شگفت‌انگیز (سی‌بی‌اس) - میخکوب کن! (نتفلیکس) - مسابقه درگ روپاول (وی‌اچ‌وان) - سرآشپز برتر (براوو) - د ویس (ان‌بی‌سی)              |
| مجموعه گفتگوهای متنوع برجسته - هفته پیش امشب با جان اولیور (اچ‌بی‌او) - نمایش روزانه (کمدی سنترال) - جیمی کیمل لایو! (ای‌بی‌سی) - آخر شب با ست مایرز (ان‌بی‌سی) - د لیت شو ویت استیون کلبر (سی‌بی‌اس)                                                          | سری برجسته طرح‌های متنوع - پخش زنده شنبه شب (ان‌بی‌سی) - نمایش طرح یک بانوی سیاه (اچ‌بی‌او) |

### بازیگری

#### نقش‌های اصلی
| بهترین بازیگر اصلی در مجموعه کمدی - جیسون سودیکیس – تد لاسو در نقش تد لاسو (اپل تی‌وی پلاس) - دونالد گلاور – آتلانتا در نقش ارنست «اِرن» مارکس (اف‌ایکس) - بیل هیدر – بری در نقش بری برکمن / بری بلاک (اچ‌بی‌او) - نیکلاس هولت – کبیر در نقش پتر سوم / یملیان پوگاچوف (هولو) - استیو مارتین – فقط قتل‌های داخل ساختمان در نقش چارلز هیدن سوج (هولو) - مارتین شورت – فقط قتل‌های داخل ساختمان در نقش الیور پاتنام (هولو)                    | بازیگر نقش اول زن در یک سریال کمدی - جین اسمارت – هک در نقش دبورا ونس (اچ‌بی‌او مکس) - ریچل بروزناهان – خانم میزل شگفت‌انگیز در نقش میریام «میج» مایزل (پرایم ویدئو) - کوئینتا برانسون – مدرسه ابتدایی ابوت در نقش جنین تیگز (ای‌بی‌سی) - کیلی کوئوکو – خدمه پرواز در نقش کَسی بودن (اچ‌بی‌او مکس) - ال فانینگ – کبیر در نقش کاترین دوم (هولو) - ایسا رای – ناامن در نقش عیسی دی (اچ‌بی‌او)                                |
| بهترین بازیگر نقش اول مرد در مجموعه تلویزیونی درام - لی جونگ-جه – بازی مرکب در نقش سونگ گی-هون (نتفلیکس) - جیسون بیتمن – اوزارک در نقش مارتی برد (نتفلیکس) - برایان کاکس – جانشینی در نقش لوگان روی (اچ‌بی‌او) - باب ادنکیرک – بهتره با سال تماس بگیری در نقش سال گودمن (ای‌ام‌سی) - آدام اسکات – جداسازی در نقش مارک اسکاوت (اپل تی‌وی پلاس) - جرمی استرانگ – جانشینی در نقش کندال روی (اچ‌بی‌او)                                         | بهترین بازیگر نقش اول زن در مجموعه تلویزیونی درام - زندایا – سرخوشی در نقش رو بنت (اچ‌بی‌او) - جودی کومر – کشتن ایو در نقش ویلانل (بی‌بی‌سی آمریکا) - لورا لینی – اوزارک در نقش وندی برد (نتفلیکس) - ملانی لینسکی – ژاکت‌زردها در نقش شانا سادکی (شوتایم) - ساندرا اوه – کشتن ایو در نقش ایو پولاستری (بی‌بی‌سی آمریکا) - ریس ویترسپون – برنامه صبحگاهی در نقش بردلی جکسون (اپل تی‌وی پلاس)                              |
| بهترین بازیگر نقش اول در یک سریال یا فیلم محدود یا آنتولوژی - مایکل کیتون – دوپسیک در نقش دکتر ساموئل فینیکس (هولو) - کالین فرث – راه‌پله در نقش مایکل پترسون (اچ‌بی‌او مکس) - اندرو گارفیلد – زیر پرچم بهشت در نقش کارآگاه جب پیر (اف‌ایکس در هولو) - اسکار آیزاک – صحنه‌هایی از یک ازدواج در نقش جاناتان لیوای (اچ‌بی‌او) - هیمش پاتل – ایستگاه یازدهم در نقش جیوان چوداری (اچ‌بی‌او مکس) - سباستین استن – پم و تامی در نقش تامی لی (هولو) | بهترین بازیگر زن در مجموعه تلویزیونی کوتاه یا فیلم تلویزیونی - آماندا سایفرد – دراپ‌اوت در نقش الیزابت هولمز (هولو) - تونی کولت – راه‌پله در نقش کاتلین پترسون (اچ‌بی‌او مکس) - جولیا گارنر – جعل آنا در نقش آنا سوروکین (نتفلیکس) - لیلی جیمز – پم و تامی در نقش پاملا اندرسون (هولو) - سارا پلسون – استیضاح: داستان جنایی آمریکایی در نقش لیندا تریپ (اف‌ایکس) - مارگارت کوالی – خدمتکار در نقش الکس راسل (نتفلیکس) |

#### نقش‌های مکمل
| بهترین بازیگر مکمل مرد در مجموعه تلویزیونی کمدی - برت گلدشتاین – تد لاسو در نقش روی کنت (اپل تی‌وی پلاس) - آنتونی کاریگان – بری در نقش نوهو هنک (اچ‌بی‌او) - توهیب جیمو – تد لاسو در نقش سام اوبیسانیا (اپل تی‌وی پلاس) - نیک محمد – تد لاسو در نقش ناتان شلی (اپل تی‌وی پلاس) - تونی شالهوب – خانم میزل شگفت‌انگیز در نقش اِیب وایزمن (پرایم ویدئو) - تایلر جیمز ویلیامز – مدرسه ابتدایی ابوت در نقش گریگوری ادی (ای‌بی‌سی) - هنری وینکلر – بری در نقش ژن کوزینو (اچ‌بی‌او) - بوئن ینگ – پخش زنده شنبه شب در نقش شخصیت‌های مختلف (ان‌بی‌سی) | بهترین بازیگر مکمل زن در مجموعه تلویزیونی کمدی - شریل لی رالف – مدرسه ابتدایی ابوت در نقش باربارا هاوارد (ای‌بی‌سی) - الکس بورستین – خانم میزل شگفت‌انگیز در نقش سوزی میرسون (پرایم ویدئو) - هانا اینبیندر – هک در نقش آوا دنیلز (اچ‌بی‌او مکس) - جانل جیمز – مدرسه ابتدایی ابوت در نقش آوا کلمن (ای‌بی‌سی) - کیت مک‌کینون – پخش زنده شنبه شب در نقش شخصیت‌های مختلف (ان‌بی‌سی) - سارا نایلز – تد لاسو در نقش دکتر شارون فیلداستون (اپل تی‌وی پلاس) - جونو تیمپل – تد لاسو در نقش کیلی جونز (اپل تی‌وی پلاس) - هانا وادینگهام – تد لاسو در نقش ربکا ولتون (اپل تی‌وی پلاس) |
| بهترین بازیگر مکمل مرد در مجموعه تلویزیونی درام - متیو مک‌فادین – جانشینی در نقش تام وامبسگانز (اچ‌بی‌او) - نیکولاس براون – جانشینی در نقش گرگ هیرش (اچ‌بی‌او) - بیلی کروداپ – برنامه صبحگاهی در نقش کوری الیسون (اپل تی‌وی پلاس) - کیرن کالکین – جانشینی در نقش رومن روی (اچ‌بی‌او) - او یونگ-سو – بازی مرکب در نقش اوه ایل-نام (نتفلیکس) - پارک هه-سو – بازی مرکب در نقش چو سانگ-وو (نتفلیکس) - جان تورتورو – جداسازی در نقش ایروینگ بالیف (اپل تی‌وی پلاس) - کریستوفر واکن – جداسازی در نقش برت گودمن (اپل تی‌وی پلاس)                | بهترین بازیگر نقش مکمل زن در مجموعه تلویزیونی درام - جولیا گارنر – اوزارک در نقش روث لنگمور (نتفلیکس) - پاتریشا آرکت – جداسازی در نقش هارمونی کوبل (اپل تی‌وی پلاس) - هویون جونگ – بازی مرکب در نقش کانگ سای-بایوک (نتفلیکس) - کریستینا ریچی – ژاکت‌زردها در نقش میستی کویگلی (شوتایم) - ری سیهورن – بهتره با سال تماس بگیری در نقش کیم وکسلر (ای‌ام‌سی) - جین اسمیت-کمرون – جانشینی در نقش گری کلمن (اچ‌بی‌او) - سارا اسنوک – جانشینی در نقش شیو روی (اچ‌بی‌او) - سیدنی سوئینی – سرخوشی در نقش کیسی هاوارد (اچ‌بی‌او)                                                 |
| بهترین بازیگر نقش مکمل مرد در یک سریال یا فیلم محدود یا آنتولوژی - ماری بارتلت – نیلوفر سفید در نقش آرموند (اچ‌بی‌او) - جیک لیسی – نیلوفر سفید در نقش شین پاتون (اچ‌بی‌او) - ویل پولتر – دوپسیک در نقش بیلی کاتلر (هولو) - ست روگن – پم و تامی در نقش رند گوتیه (هولو) - پیتر سارسگارد – دوپسیک در نقش ریک مونت‌کسل (هولو) - مایکل استولبارگ – دوپسیک در نقش ریچارد ساکلر (هولو) - استیو زان – نیلوفر سفید در نقش مارک موسباخر (اچ‌بی‌او)                                                                                             | بازیگر نقش مکمل زن برجسته در یک سریال یا فیلم محدود یا آنتولوژی - جنیفر کولیج – نیلوفر سفید در نقش تانیا مک‌کووید (اچ‌بی‌او) - کانی بریتون – نیلوفر سفید در نقش نیکول موسباخر (اچ‌بی‌او) - الکساندرا داداریو – نیلوفر سفید در نقش ریچل پاتون (اچ‌بی‌او) - کیتلین دیور – دوپسیک در نقش بتسی مالوم (هولو) - ناتاشا راثول – نیلوفر سفید در نقش بلیندا (اچ‌بی‌او) - سیدنی سوئینی – نیلوفر سفید در نقش اولیویا موسباخر (اچ‌بی‌او) - میر وینینگهم – دوپسیک در نقش دایان مالوم (هولو)                                                                                          |

### کارگردانی
| بهترین کارگردانی مجموعه تلویزیونی کمدی - تد لاسو: «بدون مراسم عروسی و یک تشییع جنازه» – ام جی دیلینی (اپل تی‌وی پلاس) - آتلانتا: «جاز جدید» – هیرو مورای (اف‌ایکس) - بری: «۷۱۰اِن» – بیل هیدر (اچ‌بی‌او) - هک: «خون به پا خواهد شد» – لوسیا آنیلو (اچ‌بی‌او مکس) - نمایش خانم پت: «روز گراند هاگ بیبی دَدی» – مری لو بلی (بی‌ای‌تی پلاس) - فقط قتل‌های داخل ساختمان: «پسر از ۶بی» – شرین دابیس (هولو) - فقط قتل‌های داخل ساختمان: «جنایت واقعی» – جیمی بابیت (هولو) | کارگردانی برجسته برای یک سریال درام - بازی مرکب: «چراغ قرمز، چراغ سبز» – هوانگ دونگ-هیوک (نتفلیکس) - اوزارک: «یک راه سخت برای رفتن» – جیسون بیتمن (نتفلیکس) - جداسازی: «مایی که ما هستیم» – بن استیلر (اپل تی‌وی پلاس) - جانشینی: «تمام زنگ‌ها می‌گویند» – مارک مایلود (اچ‌بی‌او) - جانشینی: «اختلال» – کتی یان (اچ‌بی‌او) - جانشینی: «تولد خیلی زیاد» – لورین اسکافاریا (اچ‌بی‌او) - ژاکت‌زردها: «پایلوت» – کارین کوساما (شوتایم) |
| کارگردانی برجسته برای سریال یا فیلم محدود یا آنتولوژی - نیلوفر سفید – مایک وایت (اچ‌بی‌او) - دوپسیک: «مردم در برابر پردو فارما» – دنی استرانگ (هولو) - دراپ‌اوت: «شربت سبز» – مایکل شوالتر (هولو) - دراپ‌اوت: «خواهران آهنین» – فرانچسکا گرگورینی (هولو) - خدمتکار: «آسمان آبی» – جان ولز (نتفلیکس) - ایستگاه یازدهم: «چرخ آتشین» – هیرو مورای (اچ‌بی‌او مکس)                                                                                                 | |

### نویسندگی
| نویسندگی مجموعه کمدی - مدرسه ابتدایی ابوت: «پایلوت» – کوئینتا برانسون (ای‌بی‌سی) - بری: «۷۱۰اِن» – دافی بودرو (اچ‌بی‌او) - بری: «اکنون آغاز می‌شود» – الک برگ و بیل هیدر (اچ‌بی‌او) - هک: «یکی، تنها» – لوسیا آنیلو، پل دبلیو. داونز، و جن استاتسکی (اچ‌بی‌او مکس) - فقط قتل‌های داخل ساختمان: «جنایت واقعی» – استیو مارتین و جان هافمن (هولو) - تد لاسو: «بدون مراسم عروسی و یک تشییع جنازه» – جین بکر (اپل تی‌وی پلاس) - آنچه در سایه انجام می‌دهیم: «کازینو» – سارا نفتالیس (اف‌ایکس) - آنچه در سایه انجام می‌دهیم: «مرکز سلامتی» – استفانی رابینسون (اف‌ایکس) | نویسندگی برجسته برای یک سریال درام - جانشینی: «تمام زنگ‌ها می‌گویند» – جسی آرمسترانگ (اچ‌بی‌او) - بهتره با سال تماس بگیری: «برنامه‌ریزی و اجرا» – توماس اشنوز (ای‌ام‌سی) - اوزارک: «یک راه سخت برای رفتن» – کریس موندی (نتفلیکس) - جداسازی: «مایی که ما هستیم» – دن اریکسون (اپل تی‌وی پلاس) - بازی مرکب: «یک روز خوش‌شانس» – هوانگ دونگ-هیوک (نتفلیکس) - ژاکت‌زردها: «اف شارپ» – جاناتان لیسکو، اشلی لایل، و بارت نیکرسون (شوتایم) - ژاکت‌زردها: «پایلوت» – اشلی لایل و بارت نیکرسون (شوتایم) |
| نویسندگی برجسته برای سریال یا فیلم محدود یا آنتولوژی - نیلوفر سفید – مایک وایت (اچ‌بی‌او) - دوپسیک: «مردم در برابر پردو فارما» – دنی استرانگ (هولو) - دراپ‌اوت: «عجله دارم» – الیزابت مریوتر (هولو) - استیضاح: داستان جنایی آمریکایی: «مردفهم‌شده» – سارا برگس (اف‌ایکس) - خدمتکار: «اِسنَپس» – مولی اسمیت متزلر (نتفلیکس) - ایستگاه یازدهم: «دایره ناگسستنی» – پاتریک سامرویل (اچ‌بی‌او مکس) | نویسندگی برجسته برای انواع ویژه - جراد کارمایکل: روتانیل – جراد کارمایکل (اچ‌بی‌او) - اَلی وانگ: دان وانگ – الی وانگ (نتفلیکس) - نمایش روزانه ارائه می‌دهد: جردن کلپر جهان را انگشت می‌کند – مجارستان برای دموکراسی – یان برگر، دوین دلیکوانتی، جنیفر فلانز، جردن کلپر، ژوبین پارانگ، و اسکات شرمن (کمدی سنترال) - نیکول بایر: بی‌بی‌دبلیو (بیگ بیوتیفول ویردو) – نیکول بایر (نتفلیکس) - نرم مک‌دونالد: هیچ‌چیز خاصی – نرم مک‌دانلد (نتفلیکس) (پس از مرگ)                                     |

### برنده‌ها و نامزدها بر پایهٔ برنامه
برای اهداف فهرست زیر، «اصلی» شامل دسته‌بندی‌های ذکرشده در بالا (برنامه، بازیگری، کارگردانی و نویسندگی) است، در حالی که «کلی» شامل دسته‌بندی‌های ارائه‌شده در جایزه امی هنرهای خلاق است.
| نامزدی‌ها | نمایش                          | شبکه               |
| -------- | ------------------------------ | ------------------ |
| ۱۲       | جانشینی                        | اچ‌بی‌او             |
| ۱۱       | نیلوفر سفید                    | اچ‌بی‌او             |
| ۱۰       | تد لاسو                        | اپل تی‌وی پلاس      |
| ۹        | دوپسیک                         | هولو               |
| ۷        | بری                            | اچ‌بی‌او             |
| ۷        | جداسازی                        | اپل تی‌وی پلاس      |
| ۷        | بازی مرکب                      | نتفلیکس            |
| ۶        | مدرسه ابتدایی ابوت             | ای‌بی‌سی             |
| ۶        | فقط قتل‌های داخل ساختمان        | هولو               |
| ۶        | اوزارک                         | نتفلیکس            |
| ۶        | ژاکت‌زردها                      | شوتایم             |
| ۵        | دراپ‌اوت                        | هولو               |
| ۵        | هک                             | اچ‌بی‌او مکس         |
| ۴        | بهتره با سال تماس بگیری        | ای‌ام‌سی             |
| ۴        | خانم میزل شگفت‌انگیز            | آمازون پرایم ویدئو |
| ۴        | پم و تامی                      | هولو               |
| ۳        | سرخوشی                         | اچ‌بی‌او             |
| ۳        | خدمتکار                        | نتفلیکس            |
| ۳        | پخش زنده شنبه شب               | ان‌بی‌سی             |
| ۳        | ایستگاه یازدهم                 | اچ‌بی‌او مکس         |
| ۳        | آنچه در سایه انجام می‌دهیم      | اف‌ایکس             |
| ۲        | آتلانتا                        | اف‌ایکس             |
| ۲        | کبیر                           | هولو               |
| ۲        | استیضاح: داستان جنایی آمریکایی | اف‌ایکس             |
| ۲        | جعل آنا                        | نتفلیکس            |
| ۲        | کشتن ایو                       | بی‌بی‌سی آمریکا      |
| ۲        | برنامه صبحگاهی                 | اپل تی‌وی پلاس      |
| ۲        | راه‌پله                         | اچ‌بی‌او مکس         |

| نامزدی‌ها | نمایش | شبکه               |
| -------- | --- | ------------------ |
| ۲۵       | جانشینی                                                                                                  | اچ‌بی‌او             |
| ۲۰       | تد لاسو                                                                                                  | اپل تی‌وی پلاس      |
| ۲۰       | نیلوفر سفید                                                                                              | اچ‌بی‌او             |
| ۱۷       | هک | اچ‌بی‌او مکس         |
| ۱۷       | فقط قتل‌های داخل ساختمان                                                                                  | هولو               |
| ۱۶       | سرخوشی                                                                                                   | اچ‌بی‌او             |
| ۱۴       | بری | اچ‌بی‌او             |
| ۱۴       | دوپسیک                                                                                                   | هولو               |
| ۱۴       | جداسازی                                                                                                  | اپل تی‌وی پلاس      |
| ۱۴       | بازی مرکب                                                                                                | نتفلیکس            |
| ۱۳       | اوزارک                                                                                                   | نتفلیکس            |
| ۱۳       | چیزهای عجیب                                                                                              | نتفلیکس            |
| ۱۲       | خانم میزل شگفت‌انگیز                                                                                      | آمازون پرایم ویدئو |
| ۱۰       | پم و تامی                                                                                                | هولو               |
| ۹        | پخش زنده شنبه شب                                                                                         | ان‌بی‌سی             |
| ۸        | شوالیه ماه                                                                                               | دیزنی پلاس         |
| ۸        | مسابقه درگ روپاول                                                                                        | وی‌اچ‌وان            |
| ۷        | مدرسه ابتدایی ابوت                                                                                       | ای‌بی‌سی             |
| ۷        | بهتره با سال تماس بگیری                                                                                  | ای‌ام‌سی             |
| ۷        | ایستگاه یازدهم                                                                                           | اچ‌بی‌او مکس         |
| ۷        | آنچه در سایه انجام می‌دهیم                                                                                | اف‌ایکس             |
| ۷        | ژاکت‌زردها                                                                                                | شوتایم             |
| ۶        | دراپ‌اوت                                                                                                  | هولو               |
| ۶        | مراقب دختران بزرگ باشید از لیزو                                                                          | پرایم ویدئو        |
| ۶        | لوکی | دیزنی پلاس         |
| ۶        | لوسی و دسی                                                                                               | پرایم ویدئو        |
| ۶        | کوئیر آی                                                                                                 | نتفلیکس            |
| ۵        | آدل فقط یک شب                                                                                            | سی‌بی‌اس             |
| ۵        | بیتلز: بازگشت                                                                                            | دیزنی پلاس         |
| ۵        | نمایش طرح یک بانوی سیاه                                                                                  | اچ‌بی‌او             |
| ۵        | رؤیای آمریکاییِ جرج کارلین                                                                                | اچ‌بی‌او             |
| ۵        | شصت و چهارمین مراسم جایزه گرمی                                                                           | سی‌بی‌اس             |
| ۵        | استیضاح: داستان جنایی آمریکایی                                                                           | اف‌ایکس             |
| ۵        | هفته پیش امشب با جان اولیور                                                                              | اچ‌بی‌او             |
| ۵        | د لیت شو ویت استیون کلبر                                                                                 | سی‌بی‌اس             |
| ۵        | نمایش نیمه‌وقت سوپر بول از پپسی با بازی دکتر دره، اسنوپ داگ، مری جی بلیج، امینم، کندریک لامار و فیفتی سنت | ان‌بی‌سی             |
| ۵        | استنلی توچی: در جستجوی ایتالیا                                                                           | سی‌ان‌ان             |
| ۵        | مردرند تیندر                                                                                             | نتفلیکس            |
| ۵        | سرآشپز برتر                                                                                              | براوو              |

| نامزدی‌ها | نمایش              | شبکه          |
| -------- | ------------------ | ------------- |
| ۵        | نیلوفر سفید        | اچ‌بی‌او        |
| ۴        | تد لاسو            | اپل تی‌وی پلاس |
| ۳        | جانشینی            | اچ‌بی‌او        |
| ۲        | مدرسه ابتدایی ابوت | ای‌بی‌سی        |
| ۲        | بازی مرکب          | نتفلیکس       |

| نامزدی‌ها | نمایش | شبکه               |
| -------- | --- | ------------------ |
| ۱۰       | نیلوفر سفید                                                                                              | اچ‌بی‌او             |
| ۶        | سرخوشی                                                                                                   | اچ‌بی‌او             |
| ۶        | بازی مرکب                                                                                                | نتفلیکس            |
| ۵        | آدل فقط یک شب                                                                                            | سی‌بی‌اس             |
| ۵        | بیتلز: بازگشت                                                                                            | دیزنی پلاس         |
| ۵        | چیزهای عجیب                                                                                              | نتفلیکس            |
| ۴        | آرکین | نتفلیکس            |
| ۴        | جانشینی                                                                                                  | اچ‌بی‌او             |
| ۴        | تد لاسو                                                                                                  | اپل تی‌وی پلاس      |
| ۳        | مدرسه ابتدایی ابوت                                                                                       | ای‌بی‌سی             |
| ۳        | بری | اچ‌بی‌او             |
| ۳        | هک | اچ‌بی‌او مکس         |
| ۳        | هفته پیش امشب با جان اولیور                                                                              | اچ‌بی‌او             |
| ۳        | مراقب دختران بزرگ باشید از لیزو                                                                          | آمازون پرایم ویدئو |
| ۳        | عشق در طیف ایالات متحده                                                                                  | نتفلیکس            |
| ۳        | فقط قتل‌های داخل ساختمان                                                                                  | هولو               |
| ۳        | نمایش نیمه‌وقت سوپر بول از پپسی با بازی دکتر دره، اسنوپ داگ، مری جی بلیج، امینم، کندریک لامار و فیفتی سنت | ان‌بی‌سی             |
| ۲        | نمایش طرح یک بانوی سیاه                                                                                  | اچ‌بی‌او             |
| ۲        | چگونه با پدرتان آشنا شدم                                                                                 | هولو               |
| ۲        | عشق، مرگ و ربات‌ها                                                                                        | نتفلیکس            |
| ۲        | لوسی و دسی                                                                                               | پرایم ویدئو        |
| ۲        | مسابقه درگ روپاول                                                                                        | وی‌اچ‌وان            |
| ۲        | جداسازی                                                                                                  | اپل تی‌وی پلاس      |
| ۲        | ما اینجا هستیم                                                                                           | اچ‌بی‌او             |

### برنده‌ها و نامزدها بر پایهٔ شبکه
آکادمی تلویزیون برای جلوگیری از اختلاف بر سر نحوهٔ ترکیب نامزدی‌ها توسط سرویس‌های مختلف، آمار خود را از نامزدها بر پایهٔ شبکه منتشر نکرد. مقدارهای کلی بر اساس تعداد نامزدیِ پلتفرم‌های فهرست‌شده ارائه داده‌شده‌است.
| نامزدی‌ها | شبکه                |
| -------- | ------------------- |
| ۵۰       | اچ‌بی‌او / اچ‌بی‌او مکس |
| ۲۶       | هولو                |
| ۲۳       | نتفلیکس             |
| ۱۹       | اپل تی‌وی پلاس       |
| ۸        | اف‌ایکس              |
| ۷        | ای‌بی‌سی              |
| ۶        | شوتایم              |
| ۵        | آمازون پرایم ویدئو  |
| ۵        | ان‌بی‌سی              |
| ۴        | ای‌ام‌سی              |
| ۲        | بی‌بی‌سی آمریکا       |
| ۲        | سی‌بی‌اس              |
| ۲        | کمدی سنترال         |

| نامزدی‌ها | شبکه                 |
| -------- | -------------------- |
| ۱۴۰      | اچ‌بی‌او / اچ‌بی‌او مکس  |
| ۱۰۵      | نتفلیکس              |
| ۵۸       | هولو                 |
| ۵۱       | اپل تی‌وی پلاس        |
| ۳۴       | دیزنی پلاس           |
| ۳۰       | آمازون پرایم ویدئو   |
| ۲۹       | سی‌بی‌اس               |
| ۲۸       | ان‌بی‌سی               |
| ۲۳       | ای‌بی‌سی               |
| ۲۳       | اف‌ایکس               |
| ۱۷       | شوتایم               |
| ۱۱       | پارامونت پلاس        |
| ۱۰       | وی‌اچ‌وان              |
| ۸        | براوو                |
| ۸        | یوتیوب               |
| ۷        | ای‌ام‌سی               |
| ۶        | شرکت پخش همگانی فاکس |
| ۵        | سی‌ان‌ان               |
| ۵        | کمدی سنترال          |

| بردها | شبکه                |
| ----- | ------------------- |
| ۱۲    | اچ‌بی‌او / اچ‌بی‌او مکس |
| ۴     | اپل تی‌وی پلاس       |
| ۳     | نتفلیکس             |
| ۲     | ای‌بی‌سی              |
| ۲     | هولو                |

| بردها | شبکه                |
| ----- | ------------------- |
| ۳۸    | اچ‌بی‌او / اچ‌بی‌او مکس |
| ۲۶    | نتفلیکس             |
| ۱۰    | هولو                |
| ۹     | اپل تی‌وی پلاس       |
| ۹     | دیزنی پلاس          |
| ۷     | آمازون پرایم ویدئو  |
| ۶     | ان‌بی‌سی              |
| ۵     | سی‌بی‌اس              |
| ۳     | ای‌بی‌سی              |
| ۳     | اف‌ایکس              |
| ۲     | وی‌اچ‌وان             |

## پاسخ انتقادی
این پخش عموماً نقدهای متفاوت تا منفی را از سوی منتقدان دریافت کرد. آلان سپینوال و راب شفیلد از رولینگ استون هرکدام از سخنرانی‌های برندگان، به ویژه رالف، تمجید کردند، در حالی که از بسیاری از عناصر تولید مانند بخش «In Memoriam» و موسیقی مکرر پلی‌آفِ آن انتقاد کردند. دانیل فینبرگ، از هالیوود ریپورتر از تصمیمات دیگر تولید، مانند شماره افتتاحیه، دی‌جی و گوینده اختصاصی و مونتاژهای مختلف انتقاد کرد. او در نهایت این پخش را فراموش‌شدنی یافت و با اشاره به جوایز اسکار قبلی شش ماه قبل گفت: «حداقل این یک فاجعه نبود.» مایک هیل، که برای نیویورک تایمز می‌نویسد، بخش‌های فیلم‌نامه‌ای را ضعیف دانست و خاطرنشان کرد که «به نظر می‌رسد یک اجماع، سازماندهی‌شده یا غیر سازمان‌یافته، برای روشن‌نگه‌داشتن آن وجود دارد».